# 金鎮區 (密蘇里州俄勒岡縣)
金鎮區（英語：King Township）是位於美國密蘇里州俄勒岡縣的一個行政鎮區。

## 地方資料
金鎮區的面積為118.86平方千米，當中陸地面積為118.57平方千米，而水域面積為0.28平方千米。根據2020年美國人口普查的數據，當地共有人口62人，而人口密度為每平方千米0.52人。